# Ängesbyn

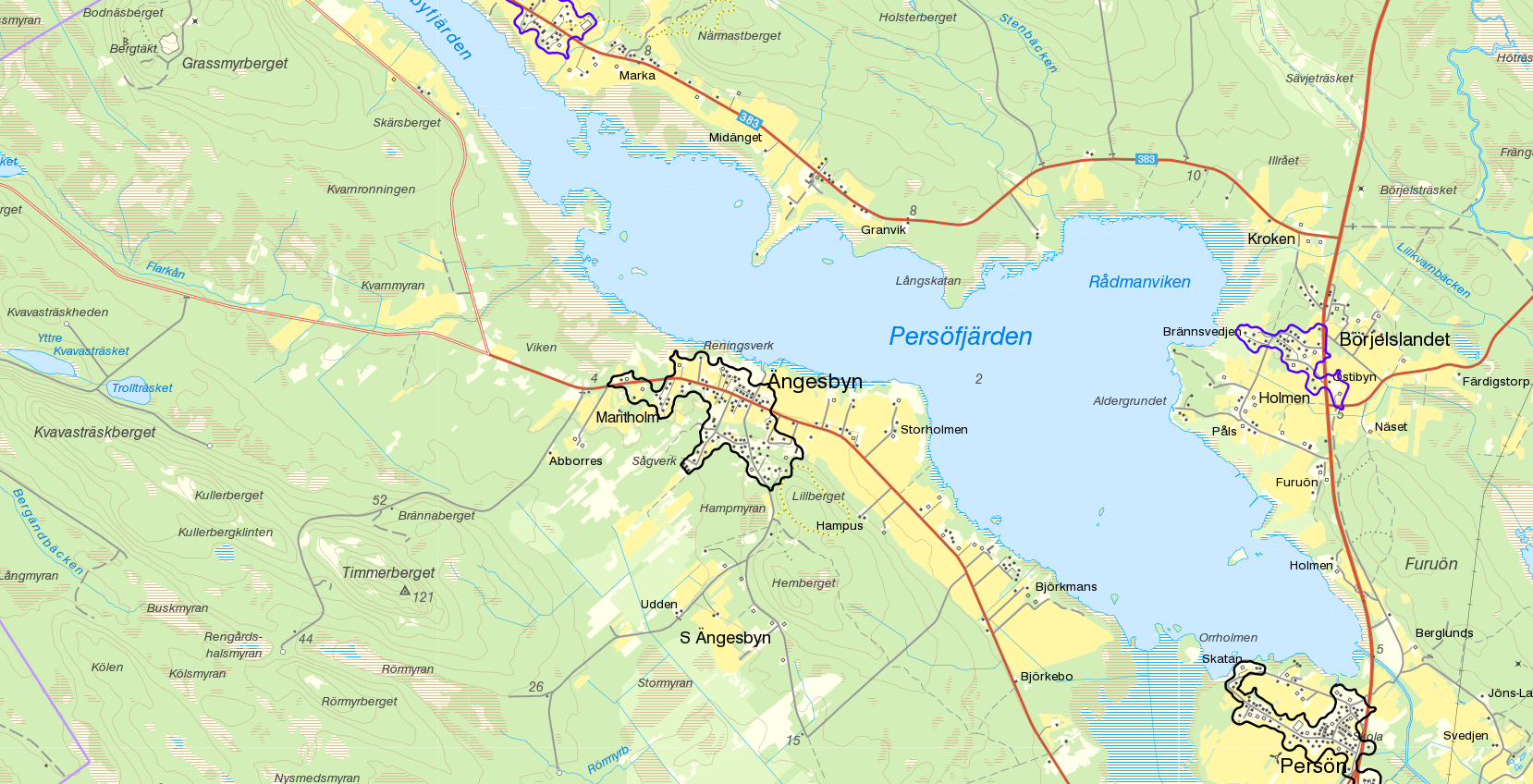
Tätorten Ängesbyn med gränserna från Statistiska centralbyråns tätortsavgränsning 2015. På kartan syns även del av tätorten Persön, hela småorten Börjelslandet samt del av småorten Smedsbyn. Bakgrundskarta från Lantmäteriet, skala 1:30 236.

Ängesbyn är en småort i Nederluleå socken i Luleå kommun, Norrbottens län. Orten ligger vid Persöfjärdens västra strand och delas i två delar av länsväg 607. SCB klassade Ängesbyn som tätort 1995 och från 2015 till 2023. 

## Befolkningsutveckling
| Befolkningsutvecklingen i Ängesbyn 1990–2020 | Befolkningsutvecklingen i Ängesbyn 1990–2020 | Befolkningsutvecklingen i Ängesbyn 1990–2020 | Befolkningsutvecklingen i Ängesbyn 1990–2020 | Befolkningsutvecklingen i Ängesbyn 1990–2020 |
| --- | -------------------------------------------- | -------------------------------------------- | -------------------------------------------- | -------------------------------------------- |
| |                                              |                                              |                                              |                                              |
| År |                                              |                                              | Folkmängd                                    | Areal (ha)                                   |
| 1990 | 1990                                         |                                              | 203                                          | 59#                                          |
| 1995 | 1995                                         |                                              | 204                                          | 64                                           |
| 2000 | 2000                                         |                                              | 192                                          | 64#                                          |
| 2005 | 2005                                         |                                              | 195                                          | 66#                                          |
| 2010 | 2010                                         |                                              | 199                                          | 69#                                          |
| 2015 | 2015                                         |                                              | 209                                          | 77                                           |
| 2016 | 2016                                         |                                              | 210                                          | 77##                                         |
| 2020 | 2020                                         |                                              | 205                                          | 78                                           |
| Anm.: Ny tätort 1995. Småort 2000. Åter tätort 2015. # Som småort. ## Arean 31 december 2016, 2017 och 2018 fortsatt samma som avgränsades som tätort 2015. |                                              |                                              |                                              |                                              |